# Козубув (Великопольське воєводство)
Козубув (пол. Kozubów) — село в Польщі, у гміні Брудзев Турецького повіту Великопольського воєводства.
Населення — 110 осіб (2011).
У 1975-1998 роках село належало до Конінського воєводства.

## Демографія
Демографічна структура станом на 31 березня 2011 року:
|          | Загалом | Допрацездатний вік | Працездатний вік | Постпрацездатний вік |
| -------- | ------- | ------------------ | ---------------- | -------------------- |
| Чоловіки | 56      | 10                 | 40               | 6                    |
| Жінки    | 54      | 9                  | 33               | 12                   |
| Разом    | 110     | 19                 | 73               | 18                   |